# Starooldřůvský mlýn
Starooldřůvský mlýn, nazývaný také Jordánův mlýn (německy Altendorfer Mühle), je zaniklý vodní mlýn a vodní pila na řece Odře. Torzo mlýna se nachází pod vesnicí Staré Oldřůvky u Haldy V Zátočině a bývalých štol ve vojenském újezdu Libavá v Oderských vrších v okrese Olomouc. Mlýn měl vykopaný vlastní mlýnský náhon. Místo je veřejnosti, mimo vyhrazené dny v roce, nepřístupné.

## Další informace
První zmínka o mlýnu je z roku 1552, kdy olomoucký biskup Jan Doubravský potvrzuje rychtáři Janu Pozlarovi privilegia rychty, k rychtě náleží 1 moučný mlýn s 1 mlýnským kolem. Později měl mlýn 2 mlýnská kola na vrchní vodu a pilu. Jako mlynáři zde také působili Jakub Hausner, Jan Hausner, Pavel Pracker, Johann Jahn a Johann Weninger. Posledním mlynářem byl Rudolf Jordán a v r. 1930 mělo kolo na horní vodu výkon 5,62 kW a na stejném místě fungovala i pila.
Po směru toku řeky Odry, ve vzdálenosti cca 3,4 km, se nachází Novooldřůvský mlýn a Barnovský most. Proti směru toku řeky Odry se nachází ruina mlýna s názvem Nový Mlýn.